# Conseil territorial
Pour les articles homonymes, voir Conseil territorial de l'emploi.
Le conseil territorial est dans les collectivités d'outre-mer françaises régies par l'article 74 de la Constitution française, l'assemblée délibérative unique gérant le territoire en question, et disposant de l'essentiel des compétences d'un conseil régional, d'un conseil départemental, et dans certains cas, d'un conseil municipal (lorsque la collectivité couvre le territoire d'une seule commune).
Ainsi, il existe ce type d'assemblée à : 
- Saint-Barthélemy ;
- Saint-Martin ;
- Saint-Pierre-et-Miquelon.

Il existe également en Martinique et en Guyane des collectivités territoriales uniques exerçant les compétences d'un conseil régional et d'un conseil départemental. Ces collectivités, bien que régies par l'article 73 de la Constitution française, sont donc proches des conseils territoriaux par leurs structures et les compétences qu'elles exercent.
À l'inverse, la Polynésie française et Wallis-et-Futuna, régies également par l'article 74, disposent d'une autonomie beaucoup plus large.